# 苏苏阿帕拉
苏苏阿帕拉（葡萄牙語：Sussuapara）是巴西皮奥伊州的一个市镇。总面积220.074平方公里，总人口5470人，人口密度24.9人/平方公里。